# Antonio de Santa-Pau y Cardos

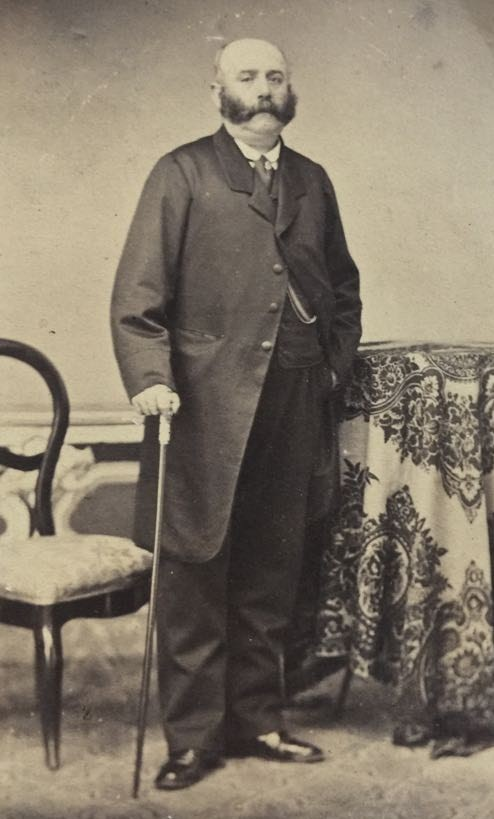
Antonio de Santa-Pau Cardos

Antonio de Santa Pau y Cardos (1815-Dax, 1875) fue un militar español carlista.
Sirvió en la primera guerra carlista y formó parte de la Junta Gobernativa de Aragón en la misma. En 1870 participó en la Asamblea de Vevey (Suiza) que reorganizó la Comunión Católico-Monárquica tras la dimisión de Cabrera. En la tercera guerra carlista fue brigadier y estuvo en el ejército del Centro. Tuvo que emigrar a Francia y falleció en la ciudad de Dax en 1875.
Contrajo matrimonio con Carmen de Arévalo, hija del también general carlista José María de Arévalo, con quien tuvo por hijos a Antonio, José María y Francisco Santa Pau y Arévalo. Los tres participaron en la tercera guerra carlista. Francisco falleció en 1879 en la cárcel de Alcañiz, tras tres años de prisión preventiva por haber estado supuestamente complicado en la causa sobre la muerte de un oficial del Ejército, en la que poco antes de su fallecimiento se le pedía el sobreseimiento; Antonio presidió a finales del siglo XIX la Junta carlista del distrito de Alcañiz; y José María fue retratado por una revista como uno de los carlistas ilustres y fue alcalde de Calanda.